# 음력 1월 11일
음력 1월 11일은 음력 1월의 11번째 날이다.

## 사건
- 1894년 - 전봉준의 지휘 아래 농민들이 고부성을 점령하다.

## 탄생
- 1908년 - 대한민국의 소설가 김유정.
- 1962년 - 대한민국의 정치인 김태흠.
- 1988년 - 체코의 싱어송라이터, 배우 마르케타 이르글로바.

## 사망
- 2024년 - 대한민국의 가수 방실이.

## 같이 보기
- 음력 360일: 1월 2월 3월 4월 5월 6월 7월 8월 9월 10월 11월 12월
- 전날:1월 10일 다음날:1월 12일 - 전달:12월 11일 다음달:2월 11일
- 양력:1월 11일
- 음력, 윤달